# 金時敏
金 時敏（キム・シミン、きん じびん、1554年 - 1592年）は、文禄の役の初期に活躍した李氏朝鮮の将軍。字は勉吾。本貫は安東金氏。

## 人物
金忠甲の三男。元寇で高麗軍を率いた金方慶の子孫である。
金時敏は幼時、戦ごっこが好きだった。来る日も来る日も戦ごっこに明け暮れ、大将になって他の子供達を指揮した。8歳の時、路上で子供達と戦ごっこをしていたが、その時天安郡守の巡視があり、随員が道を退きなさいと言った。すると金時敏は「一介の郡の使いがむやみに陣中を通り抜けることは罷りならぬ」と叱った。この姿を見た郡守は金時敏の頭を撫で、「後に立派な将軍になるだろう」と声を掛けると、道を空けて去ったと言う。
少年時代金時敏が住んでいた柏田村の入口には、柏田川が流れていた。その川岸には水中に大きな岩があり、岩の下には大きな洞窟があった。そしてその洞窟の中には大きな蛟（みずち。幼い龍）が1匹暮していた。その蛟は毎日村に現れて家畜を襲ったために人々はその蛟を恐れた。9歳になった金時敏は蛟を退治する方法を研究し、「ヨモギの枝で作った矢を、桑で作った滑路で射て蛟を捕らえた」という故事を読んで、友達と一緒に川岸に行って蛟を退治したという伝説がある。
1578年に武科に及第し、訓錬院主簿に任命された。しかし彼は、当時の朝鮮軍の状態を観察した結果、配備された武器は錆びており、軍紀も乱れていたので、戦の際にはまともに活動ができないと考えた。そこで国防の最高責任者である兵曹判書に軍の改革を建議したが、兵曹判書は今のような太平の世にそんな事をする必要はないと金時敏を叱責した。金時敏は何度も同じ内容の建議をしたが、兵曹判書は拒絶した。何度も繰り返した後、結局金時敏は兵曹判書の前で軍帽を脱いで足で踏みつけた後、辞職した。帰郷した金時敏は1583年に女真の長である尼湯介に朝鮮が攻撃されると（尼湯介の乱）、鄭彦信の部下として活躍した。その後官途に復帰した。
1592年、文禄の役において開戦時は晋州判官の任にあったが、上司にあたる牧使が死亡したため、晋州牧使代理として慶尚道晋州城を中心に日本軍侵入直後の混乱の収拾にあたった。戦功を認められて晋州牧使へ昇進した。
10月の第一次晋州城攻防戦では、敗走した上官の入場を拒否したが、内外呼応した防戦を行い、晋州城の守将として細川忠興率いる2万の軍による猛攻を7500の兵で凌ぎ、6日でこれを撃退した。しかし、金時敏自身は日本軍の銃創が元で39歳で戦死した。死後王室から宣武功臣二等と領議政を追贈された。この戦いを韓国では「晋州大捷」として三大大捷の一つに評価している。

## 日本における金時敏
晋州城の戦いでの勇猛果敢な戦いぶりは、後に敵である日本軍からも高く評価された。その印象の強さから、江戸時代には金時敏に取材した人物が木曽判官(もくそほうがん、牧使（モクサ）→もくそ、と転訛している）として歌舞伎の登場人物にもなっている。